# Cute Is What We Aim For
Cute Is What We Aim For (ook bekend als CiWWAF) was een indierockband uit Buffalo, New York. Ze hebben twee albums uitgebracht.

## Biografie
De band werd in 2005 opgericht door Cherry Bing, Shaant Hacikyan and lead, Jeff Czum,Fred Cimato en Tom Falcone. De bandnaam komt deels van Shaant Hacikyan, die een band wilde die "cute" was. De band kende vrij snel interne problemen maar werd desondanks populair via onder andere Absolutepunk.net.
In 2006 kwam hun debuutalbum The Same Old Blood Rush with a New Touch uit. Bassist Fred Cimato stapte uit de band en werd vervangen door Jack Marin. Zes maanden later verliet Marin de band om persoonlijke redenen en kwam Cimato weer terug.
In maart 2008 verliet Cimato opnieuw de band; ditmaal werd hij vervangen door Dave Melillo. In hetzelfde jaar begonnen ze te werken aan hun tweede album, Rotation, dat op 24 juni uitkwam. Na het uitbrengen van het album toerden ze door Groot-Brittannië en de Verenigde Staten.
In september 2008 verliet drummer Tom Falcone de band wegens persoonlijke redenen. Hij werd vervangen door Michael Lasaponara.
In 2009 werd hun nummer Time toegevoegd op de soundtrack van de film Jennifer's Body. In augustus bracht zanger Shaant Hacikyan naar buiten dat hij een solocarrière begon. Dave Melillo bevestigde dat hij en Jeff Czum de band hadden verlaten.
Jeff Czum, Dave Melillo en Michael Lasaponara gingen verder als een nieuwe band, Nocturnal Me.
Begin 2010 werd bevestigd dat Hacikyan zijn solocarrière zou beginnen onder de naam van de band. Gelijkertijd werd via onder andere Facebook het nieuwe nummer Harbor uitgebracht.

## Leden

### Huidige bandleden
- Shaant Hacikyan – lead vocals

### Voormalige bandleden
- Don Arthur – bass (2006)
- Fred Cimato – bass (2005-2006, 2007-2008)
- Rob Neiss- drum (2005)
- Jack Marin – bass (2006 - 2007)
- Tom Falcone - drum (2005-2008)
- Casey Maccio - Bass (2008)
- Clark Spurlock – gitaar (2008-2009) (tijdens Tour)
- Jeff Czum - gitaar/piano (2005-2009)
- Dave Melillo - bass/zang (2007-2009)
- Michael Lasaponara – drum (2008-2009)

## Discografie

### Albums
- The Same Old Blood Rush with a New Touch (2006)
- Rotation (2008)

### Singles
- There's a Class for This (2006)
- The Curse of Curves (2007)
- Newport Living (2007)
- Practice Makes Perfect (2008)
- Navigate Me (2008)
- Doctor (2009)
- Harbor (2010)